# Буделе (Валча)
Буделе (рум. Budele) насеље је у Румунији у округу Валча у општини Тетоју. Oпштина се налази на надморској висини од 266 m.

## Становништво
Према подацима из 2002. године у насељу је живело 274 становника, од којих су сви румунске националности.